# Anselm Franke
Anselm Franke (* 1978 in Heiligenberg (Bodenseekreis)) ist ein deutscher Kurator, Autor und Professor für Curatorial Studies an der Zürcher Hochschule der Künste.

## Leben und Wirken
Franke wurde in Heiligenberg in Baden-Württemberg geboren und wurde am Center for Research Architecture am Goldsmiths College, University of London, promoviert.
Seine Karriere begann als Regieassistent u. a. am Hebbel am Ufer sowie bei Christoph Schlingensief an der Volksbühne Berlin. 2005 war er an der Gründung der Sektion „Forum Expanded“ der Internationalen Filmfestspiele Berlin beteiligt, die er bis 2021 gemeinsam mit Stefanie Schulte Strathaus mit leitete. Von 2001 bis 2006 war er kuratorischer Mitarbeiter am KW Institute for Contemporary Art und ko-kuratierte z. B. Territories (gemeinsam mit Eyal Weizman, Rafi Segal und Stefano Boeri, 2004) und No matter how bright the light, the crossing occurs at night (gemeinsam mit Natascha Sadr Haghighian, Ines Schaber und Judith Hopf, 2005). Anschließend wirkte er als Kurator am Extra City-Kunsthal in Antwerpen. 2010 entwickelte er das mehrteilige Ausstellungsprojekt „Animism“. Diese Ausstellung wurde anschließend u. a. auch in Bern, Wien, Seoul und Berlin präsentiert.
Von 2010 bis 2013 wirkte er als freischaffender Autor und kuratierte u. a. die Taipei Biennale 2012 und die Shanghai Biennale 2014. Die ArtReview listete ihn 2013 unter den 100 einflussreichsten Personen in der Kunstwelt. Von 2013 bis 2022 übernahm er die Leitung des Bereichs Bildende Kunst und Film am Haus der Kulturen der Welt.
2022 war Franke im Beratungsteam der documenta fifteen und dort im Zusammenhang der Kontroverse um Antisemitismus aufgetreten.
Im August 2022 trat er an der Zürcher Hochschule der Künste eine Professur für Curatorial Studies an.

## Publikationen (Auswahl)
- Anselm Franke (Hrsg.): B-zone: Becoming Europe and Beyond. ACTAR, Zürich 2005, ISBN 978-84-96540-05-7.
- Anselm Franke (Hrsg.): Peter Friedl. Secret Modernity. Selected Writings and Interviews 1981–2009. SternbergPress, Berlin 2010, ISBN 978-1-934105-00-9.
- Irene Albers, Anselm Franke (Hrsg.): Animismus. Revisionen der Moderne. diaphanes, Zürich 2015, ISBN 978-3-03734-636-5.
- Anselm Franke, Eyal Weizman, Ines Weizman: ”Islands“: The Geography of Extraterritoriality. In: Maayan Amir, Ruti Sela (Hrsg.): Extraterritorialities in Occupied Worlds. Punctum Books, Santa Barbara 2016, ISBN 978-0-692-62943-7, S. 117–122.
- Irene Albers, Anselm Franke (Hrsg.): Nach dem Animismus. Kulturverlag Kadmos, Berlin 2017, ISBN 978-3-86599-249-9.